# 西川直子
西川 直子（にしかわ なおこ、1942年10月7日 - ）は、日本のフランス文学・思想学者、旧・東京都立大学名誉教授。
 
東京生まれ。本名・堀直子。1967年早稲田大学文学部フランス文学科卒。1974年東京都立大学人文科学研究科博士課程単位取得退学。東京都立大学人文学部助教授、教授。2006年定年退官、名誉教授。ジュリア・クリステヴァを研究。 

## 著書
- 『<白>の回帰 愛/テクスト/女性』新曜社 ディスクール叢書 1987
- 『クリステヴァ ポリロゴス』講談社 現代思想の冒険者たち 1999

### 翻訳
- ジュリア・ クリステヴァ『ポリローグ』足立和浩、沢崎浩平、赤羽研三、北山研二、佐々木滋子、高橋純共訳 白水社 1986
- ジルベール・C.ラパイユ『親ってなんだろう 親の自立を手助けするためのテキスト』日本エディタースクール出版部 1988
- リュス・イリガライ『基本的情念』日本エディタースクール出版部 1989
- ジュリア・クリステヴァ『サムライたち』筑摩書房 1992
- ジュリア・クリステヴァ『黒い太陽 抑鬱とメランコリー』せりか書房 1994